# Río Upa
El río Upá (del ruso: Упа́) es un río del óblast de Tula en la parte europea de Rusia, afluente del Oká y por tanto de la cuenca hidrográfica del Volga. A orillas de este río se encuentran como principales ciudades Sovetsk y la capital del óblast, Tula, encontrándose así mismo en su curso el asentamiento de tipo urbano de Odóiev.

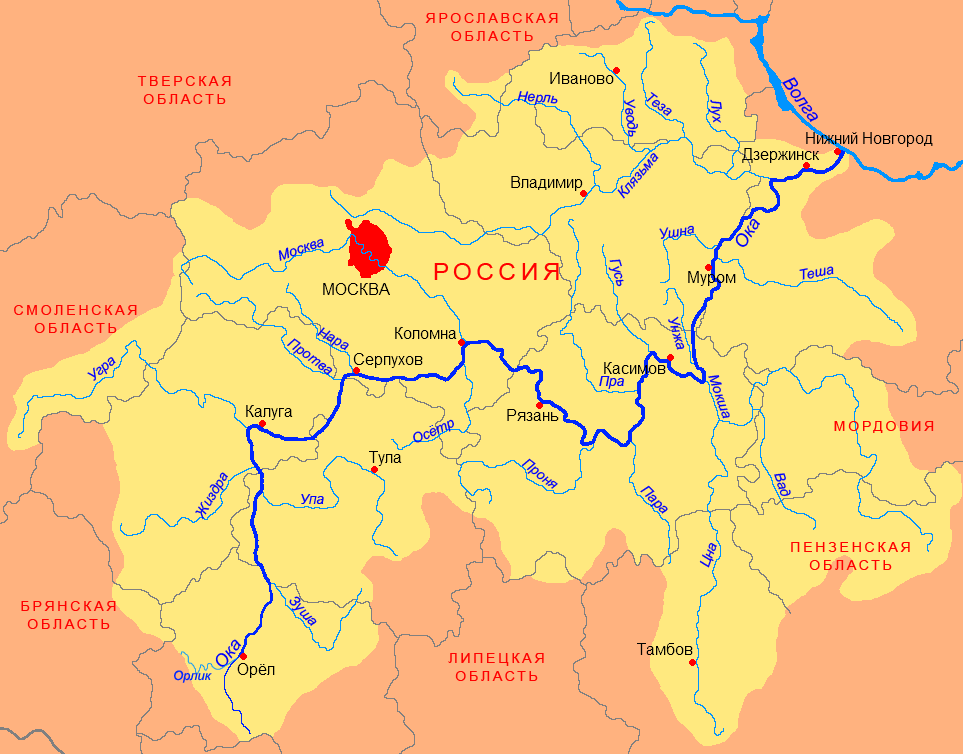
Mapa en ruso del río Oká —afluente del Volga— en el que aparece el río Upá (Упa) que es uno de sus afluentes por la derecha en su curso alto.

El río nace en un lago cerca del pueblo (seló) de Verjoúpie, en el raión de Volovo en el sudeste del óblast y fluye en dirección a Tula hacia el norte, girando más tarde hacia el noroeste para cambiar al sur en las proximidades de los límites del óblast de Kaluga. A la altura de la desembocadura mide unos 40 metros de ancho.
El Upá es alimentado sobre todo de aguas provenientes de la fusión de la nieve y está congelado generalmente entre principios de diciembre y principios de abril.

## Afluentes
- Derecha:
  - Upiorta
  - Shat
  - Túlitsa

- Izquierda:
  - Voronka
  - Mizgueya
  - Plavá

## Galería

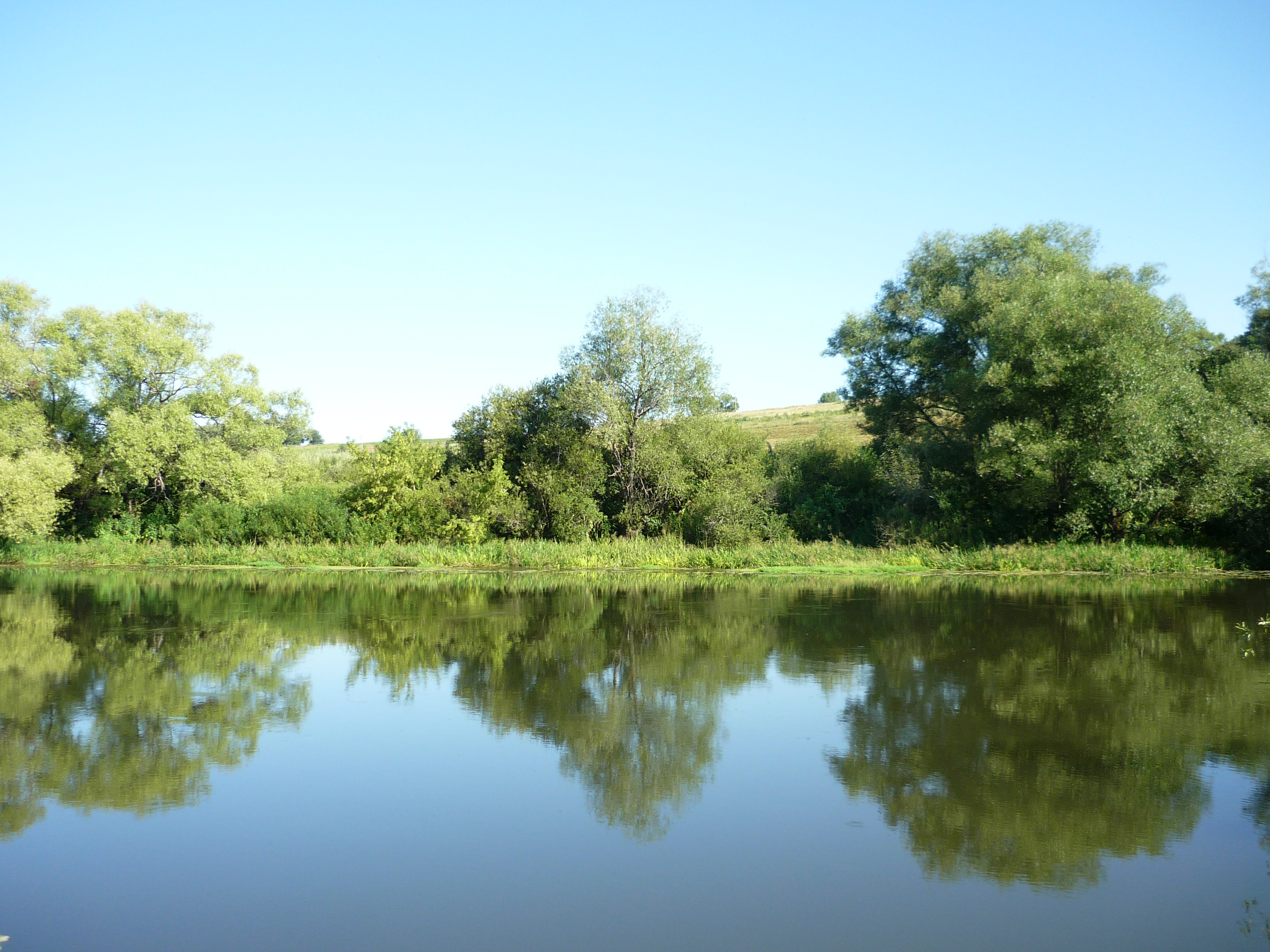
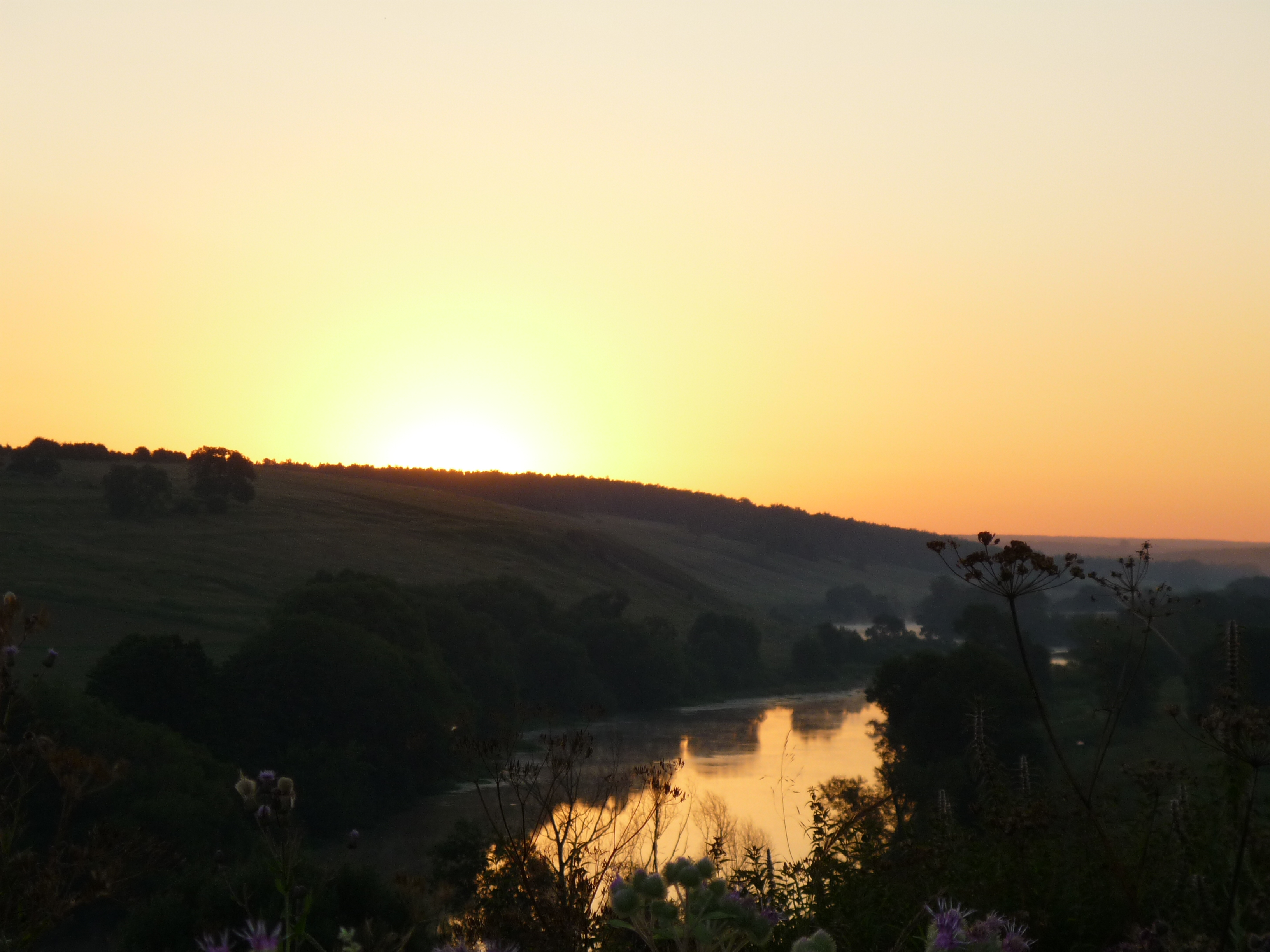
Amanecer sobre el Upá.